# Temporada 1980-81 de los Indiana Pacers
La temporada 1980-81 fue la quinta de los Indiana Pacers en la NBA, tras la fusión de la liga con la ABA, donde había jugado nueve temporadas más. La temporada regular acabó con 44 victorias y 38 derrotas, ocupando el sexto puesto de la conferencia Este, clasificándose para los playoffs, en los que cayeron en primera ronda ante los Philadelphia 76ers.

## Elecciones en elDraft
| Ronda | Puesto | Jugador     | Posición  | Nacionalidad   | Universidad      |
| ----- | ------ | ----------- | --------- | -------------- | ---------------- |
| 2     | 29     | Louis Orr   | Ala-Pívot | Estados Unidos | Syracuse         |
| 2     | 30     | Kenny Natt  | Escolta   | Estados Unidos | Louisiana-Monroe |
| 2     | 40     | Dick Miller | Alero     | Estados Unidos | Toledo           |
| 5     | 100    | Joe Galvin  | Pívot     | Estados Unidos | Illinois State   |

## Temporada regular
| División Central    | División Central | División Central | División Central | División Central | División Central | División Central | División Central | División Central |
| Equipo              | G                | P                | %                | PD               | Casa             | Fuera            | Div              |                  |
| ------------------- | ---------------- | ---------------- | ---------------- | ---------------- | ---------------- | ---------------- | ---------------- | ---------------- |
| y-Milwaukee Bucks   | 60               | 22               | .732             | –                | 34–7             | 26–15            | 23–7             |                  |
| x-Chicago Bulls     | 45               | 37               | .549             | 15.0             | 26–15            | 19–22            | 20–9             |                  |
| x-Indiana Pacers    | 44               | 38               | .537             | 16.0             | 27–14            | 17–24            | 17–12            |                  |
| Atlanta Hawks       | 31               | 51               | .378             | 29.0             | 20–21            | 11–30            | 9–21             |                  |
| Cleveland Cavaliers | 28               | 54               | .341             | 32.0             | 20–21            | 8–33             | 9–21             |                  |
| Detroit Pistons     | 21               | 61               | .256             | 39.0             | 14–27            | 7–34             | 9–21             |                  |

## Playoffs

### Primera ronda
Philadelphia 76ers vs. Indiana Pacers 
| Fecha       | Partido                                    | Ciudad       |
| ----------- | ------------------------------------------ | ------------ |
| 31 de marzo | Philadelphia 76ers 124, Indiana Pacers 108 | Philadelphia |
| 2 de abril  | Indiana Pacers 85, Philadelphia 76ers 96   | Indiana      |
|             | Philadelphia 76ers gana las series 2-0     |              |

## Estadísticas
| Rk | Jugador         | Edad | P  | PT | MP   | TC  | TCI  | %TC  | T3  | T3I | %T3  | TL  | TLI | %TL  | RO  | RD  | RT  | AS  | RB  | TAP | BP  | FP  | PTS  |
| -- | --------------- | ---- | -- | -- | ---- | --- | ---- | ---- | --- | --- | ---- | --- | --- | ---- | --- | --- | --- | --- | --- | --- | --- | --- | ---- |
| 1  | Johnny Davis    | 25   | 76 |    | 33.4 | 5.6 | 12.1 | .465 | 0.1 | 0.4 | .121 | 3.1 | 3.9 | .796 | 0.7 | 1.5 | 2.2 | 6.3 | 1.3 | 0.2 | 2.2 | 2.4 | 14.4 |
| 2  | Mike Bantom     | 29   | 76 |    | 31.3 | 5.7 | 11.6 | .489 | 0.0 | 0.1 | .000 | 2.6 | 3.7 | .708 | 2.0 | 3.6 | 5.6 | 3.2 | 1.1 | 1.1 | 2.6 | 3.7 | 14.0 |
| 3  | James Edwards   | 25   | 81 |    | 29.3 | 6.3 | 12.4 | .509 | 0.0 | 0.0 | .000 | 3.0 | 4.3 | .703 | 2.4 | 4.7 | 7.0 | 2.6 | 0.4 | 1.6 | 2.0 | 3.8 | 15.6 |
| 4  | Billy Knight    | 28   | 82 |    | 29.1 | 6.7 | 12.5 | .533 | 0.0 | 0.2 | .158 | 4.2 | 5.0 | .832 | 2.3 | 2.7 | 5.0 | 1.9 | 1.0 | 0.1 | 2.2 | 1.9 | 17.5 |
| 5  | George McGinnis | 30   | 69 |    | 26.7 | 5.0 | 11.1 | .453 | 0.0 | 0.1 | .000 | 3.0 | 5.6 | .538 | 2.4 | 5.3 | 7.7 | 3.0 | 1.4 | 0.4 | 3.2 | 3.5 | 13.1 |
| 6  | Dudley Bradley  | 23   | 82 |    | 22.8 | 3.2 | 6.8  | .474 | 0.0 | 0.2 | .125 | 1.5 | 2.2 | .702 | 0.9 | 1.5 | 2.4 | 2.3 | 2.3 | 0.5 | 1.5 | 2.9 | 8.0  |
| 7  | Louis Orr       | 22   | 82 |    | 21.8 | 4.2 | 8.6  | .491 | 0.0 | 0.1 | .000 | 2.0 | 2.5 | .807 | 2.1 | 2.3 | 4.4 | 1.6 | 0.7 | 0.3 | 1.5 | 1.9 | 10.5 |
| 8  | George Johnson  | 24   | 43 |    | 21.6 | 4.2 | 9.2  | .462 | 0.0 | 0.1 | .000 | 2.2 | 2.8 | .762 | 2.3 | 4.2 | 6.5 | 2.0 | 1.1 | 0.5 | 2.0 | 2.8 | 10.6 |
| 9  | Clemon Johnson  | 24   | 81 |    | 20.3 | 2.9 | 5.8  | .504 | 0.0 | 0.0 | .000 | 1.4 | 2.3 | .593 | 2.1 | 3.6 | 5.8 | 1.8 | 0.5 | 1.5 | 1.5 | 2.3 | 7.2  |
| 10 | Don Buse        | 30   | 58 |    | 18.9 | 2.0 | 4.9  | .397 | 0.3 | 1.0 | .328 | 0.9 | 1.1 | .769 | 0.3 | 1.1 | 1.4 | 2.4 | 1.3 | 0.1 | 0.7 | 1.1 | 5.1  |
| 11 | Jerry Sichting  | 24   | 47 |    | 9.6  | 0.7 | 2.0  | .358 | 0.0 | 0.1 | .000 | 0.5 | 0.7 | .781 | 0.2 | 0.7 | 0.9 | 1.5 | 0.5 | 0.0 | 0.6 | 0.8 | 2.0  |
| 12 | Tom Abernethy   | 26   | 29 |    | 8.9  | 0.8 | 1.9  | .429 | 0.0 | 0.0 | .000 | 0.4 | 0.7 | .579 | 0.7 | 0.7 | 1.4 | 0.6 | 0.2 | 0.1 | 0.2 | 1.0 | 2.0  |
| 13 | Kenny Natt      | 22   | 19 |    | 7.8  | 1.3 | 4.1  | .325 | 0.1 | 0.4 | .250 | 0.4 | 0.6 | .636 | 0.5 | 0.3 | 0.8 | 0.5 | 0.3 | 0.1 | 0.5 | 0.9 | 3.1  |
| 14 | Dick Miller     | 22   | 5  |    | 6.8  | 0.4 | 1.2  | .333 | 0.0 | 0.2 | .000 | 0.0 | 0.0 |      | 0.2 | 0.6 | 0.8 | 0.8 | 0.6 | 0.0 | 0.8 | 0.4 | 0.8  |

## Galardones y récords
| Jugador/Entrenador | Galardón                               |
| Jack McKinney      | Entrenador del Año de la NBA           |
| Dudley Bradley     | 2.º Mejor quinteto defensivo de la NBA |